# Nommo
Nommo, bog neba in vode pri Dogonih.
Nommo je bog neba in vode pri Dogonih v Maliju in Burkina Fasu, je bog plodnosti in ljudem na zemljo prinaša dež. Nommo je dvojček in mešano bitje hkrati, pol človek pol kača, in živi v vsaki v mlaki. Ustvaril ga je Amma. Nommo je darovalec kulture, pa tudi tisti , ki vse pospešuje. Je tudi duhovna življenjska sila, ki prebuja speče moči in celo zaplodi nove bogove. Podoben je Faru pri Bambarih v Maliju.